# Onthophagus hecate
Onthophagus hecate är en skalbaggsart som beskrevs av Georg Wolfgang Franz Panzer 1794. Onthophagus hecate ingår i släktet Onthophagus och familjen bladhorningar. Utöver nominatformen finns också underarten O. h. blatchleyi.